# Brasilochondria riograndensis
Brasilochondria riograndensis is een eenoogkreeftjessoort uit de familie van de Chondracanthidae. De wetenschappelijke naam van de soort is voor het eerst geldig gepubliceerd in 2004 door Thatcher & Pereira Júnior.